# 格魯姆 (澳大利亞國會選區)
格魯姆選區（英語：Division of Groom），是澳大利亞昆士蘭州的下議院選區，位於州府布里斯班以西，以圖文巴為中心。面積5,594平方公里。
選區始於1984年，名字是紀念第六任下議院議長利特爾頓·格魯姆。本區多數時間是自由黨的安全選區。1998年以來當區議員為伊恩·麥法蘭。